# България на зимните олимпийски игри 2002
България участва на зимните олимпийски игри в Солт Лейк Сити през 2002 година, като това е шестнадесетата зимна олимпиада, на която страната участва.
За пръв път страната печели повече от един олимпийски медал.

## Медалисти
| Медал | Име              | Спорт    | Събитие                |
| ----- | ---------------- | -------- | ---------------------- |
| 02    | Евгения Раданова | шорттрек | жени 500 м             |
| 03    | Ирина Никулчина  | биатлон  | жени 10 км преследване |
| 03    | Евгения Раданова | шорттрек | жени 1500 м            |

## Ски алпийски дисциплини
Мъже
| Състезател      | Събитие          | Спускане 1 | Спускане 2 | Общо    | Общо  |
| Състезател      | Събитие          | Време      | Време      | Време   | Място |
| --------------- | ---------------- | ---------- | ---------- | ------- | ----- |
| Стефан Георгиев | гигантски слалом | 1:18.01    | 1:15.00    | 2:33.01 | 38    |
| Стефан Георгиев | слалом           | DNF        | –          | DNF     | –     |
| Ангел Пумпалов  | слалом           | 53.72      | 58.21      | 1:51.93 | 23    |

Мъже комбинация
| Състезател      | Спускане | слалом  | слалом  | Общо       | Общо  |
| Състезател      | Време    | Време 1 | Време 2 | Общо време | Място |
| --------------- | -------- | ------- | ------- | ---------- | ----- |
| Ангел Пумпалов  | DSQ      | –       | –       | DSQ        | –     |
| Стефан Георгиев | 1:44.25  | 49.63   | 55.51   | 3:29.39    | 16    |

Жени
| Състезател       | Събитие          | Спсукане 1 | Спускане 2 | Общо    | Общо  |
| Състезател       | Събитие          | Време      | Време      | Време   | Място |
| ---------------- | ---------------- | ---------- | ---------- | ------- | ----- |
| Надежда Василева | гигантски слалом | 1:22.89    | 1:21.54    | 2:44.43 | 42    |
| Надежда Василева | слалом           | 59.59      | 59.45      | 1:59.04 | 28    |

## Биатлон
Мъже
| Събитие               | Състезател     | Пропуски 1 | Време   | Място |
| --------------------- | -------------- | ---------- | ------- | ----- |
| 10 км спринт          | Георги Касабов | 1          | 27:55.8 | 60    |
| 12.5 км преследване 2 | Георги Касабов | 7          | 40:38.5 | 56    |

| Събитие | Състезател     | Време   | Пропуски | Добавено време 3 | Място |
| ------- | -------------- | ------- | -------- | ---------------- | ----- |
| 20 км   | Георги Касабов | 55:16.1 | 4        | 59:16.1          | 65    |

Жени
| Събитие             | Състезател               | Пропуски 1 | Време   | Място |
| ------------------- | ------------------------ | ---------- | ------- | ----- |
| 7.5 км спринт       | Ива Шкодрева-Карагьозова | 1          | 23:18.0 | 41    |
| 7.5 км спринт       | Павлина Филипова         | 1          | 22:20.6 | 17    |
| 7.5 км спринт       | Екатерина Дафовска       | 2          | 22:17.7 | 15    |
| 7.5 км спринт       | Ирина Никулчина          | 2          | 21:57.0 | 11    |
| 10 км преследване 4 | Павлина Филипова         | 2          | 32:35.1 | 12    |
| 10 км преследване 4 | Екатерина Дафовска       | 2          | 32:22.6 | 10    |
| 10 км преследване 4 | Ирина Никулчина          | 2          | 31:15.8 | 03    |

| Събитие | Състезател               | Време   | Пропуски | Добавено време 3 | Място |
| ------- | ------------------------ | ------- | -------- | ---------------- | ----- |
| 15 км   | Ирина Никулчина          | 47:16.7 | 6        | 53:16.7          | 43    |
| 15 км   | Ива Шкодрева-Карагьозова | 49:59.3 | 2        | 51:59.3          | 32    |
| 15 км   | Павлина Филипова         | 47:47.5 | 3        | 50:47.5          | 20    |
| 15 км   | Екатерина Дафовска       | 47:15.5 | 1        | 48:15.5          | 5     |

Жени 4 × 7.5 км щафета
| Състезатели                                                                  | Състезание | Състезание | Състезание |
| Състезатели                                                                  | Пропуски 1 | Време      | Място      |
| ---------------------------------------------------------------------------- | ---------- | ---------- | ---------- |
| Павлина Филипова Ирина Никулчинa Ива Шкодрева-Карагьозова Екатерина Дафовска | 0          | 1'29:25.8  | 4          |

1 Наказателна обиколка от 150 м за всеки пропуск
2 Стартиране спрямо резултатите от 10 км спринт
3 Една минута добавено време за пропуск.
4 Стартиране спрямо резултатите от 7.5 км спринт

## Бобслей
Мъже
| Шейна | Състезатели                   | Събитие     | Спускане 1 | Спускане 1 | Спускане 2 | Спускане 2 | Спускане 3 | Спускане 3 | Спускане 4 | Спускане 4 | Общо    | Общо  |
| Шейна | Състезатели                   | Събитие     | Време      | Място      | Време      | Място      | Време      | Място      | Време      | Място      | Време   | Място |
| ----- | ----------------------------- | ----------- | ---------- | ---------- | ---------- | ---------- | ---------- | ---------- | ---------- | ---------- | ------- | ----- |
| BUL-1 | Мирослав Данов Стефан Василев | двойка мъже | 49.77      | 36         | 49.35      | 32         | 49.48      | 31         | 49.42      | 33         | 3:18.02 | 32    |

## Ски бягане
Мъже
Спринт
| Състезание       | Квалификация | Квалификация | Четвъртфинали | Четвъртфинали | Полуфинали    | Полуфинали    | Финали        | Финали        |
| Състезание       | Време        | Място        | Време         | Място         | Време         | Място         | Време         | Финално място |
| ---------------- | ------------ | ------------ | ------------- | ------------- | ------------- | ------------- | ------------- | ------------- |
| Иван Байрактаров | 3:18.97      | 62           | не продължава | не продължава | не продължава | не продължава | не продължава | не продължава |
| Славчо Батинков  | 3:14.21      | 59           | не продължава | не продължава | не продължава | не продължава | не продължава | не продължава |

Преследване
| Състезател       | 10 км C | 10 км C | 10 км F преследване1 | 10 км F преследване1 |
| Състезател       | Време   | Място   | Време                | Финално място        |
| ---------------- | ------- | ------- | -------------------- | -------------------- |
| Славчо Батинков  | 32:12.6 | 72      | не продължава        | не продължава        |
| Иван Байрактаров | 31:17.1 | 70      | не продължава        | не продължава        |

| Събитие | Състезател       | Race    | Race  |
| Събитие | Състезател       | Време   | Място |
| ------- | ---------------- | ------- | ----- |
| 15 км C | Славчо Батинков  | DNF     | –     |
| 15 км C | Иван Байрактаров | 45:41.2 | 60    |

1 стартиране спрямо резултатите от 10 км
C = класически стил, F = свободен стил

## Фигурно пързаляне
Мъже
| Състезател | Точки | SP | FS | Място |
| ---------- | ----- | -- | -- | ----- |
| Иван Динев | 20.0  | 12 | 14 | 13    |

Танцова програма
| Състезатели                    | Точки | CD1 | CD2 | OD | FD | Място |
| ------------------------------ | ----- | --- | --- | -- | -- | ----- |
| Албена Денкова Максим Стависки | 14.0  | 7   | 7   | 7  | 7  | 7     |

## Шорттрек
Мъже
| Състезател        | Събитие | Първи кръг | Първи кръг | Четвъртфинали | Четвъртфинали | Полуфинали    | Полуфинали    | Финали        | Финали        |
| Състезател        | Събитие | Време      | Място      | Време         | Място         | Време         | Място         | Време         | Финално място |
| ----------------- | ------- | ---------- | ---------- | ------------- | ------------- | ------------- | ------------- | ------------- | ------------- |
| Асен Пандов       | 500 м   | 1:17.124   | 4          | не продължава | не продължава | не продължава | не продължава | не продължава | не продължава |
| Мирослав Бояджиев | 500 м   | 43.462     | 4          | не продължава | не продължава | не продължава | не продължава | не продължава | не продължава |
| Мирослав Бояджиев | 1000 м  | 1:32.421   | 4          | не продължава | не продължава | не продължава | не продължава | не продължава | не продължава |
| Кирил Пандов      | 1000 м  | 1:31.842   | 4          | не продължава | не продължава | не продължава | не продължава | не продължава | не продължава |
| Кирил Пандов      | 1500 м  | 2:27.730   | 5          | не продължава | не продължава | не продължава | не продължава | не продължава | не продължава |
| Мирослав Бояджиев | 1500 м  | 2:22.082   | 3 Q        |               |               | 2:23.468      | 4 QB          | 2:29.307      | 11            |

Жени
| Състезателка                                                            | Събитие       | Първи кръг | Първи кръг | Четвъртфинали | Четвъртфинали | Полуфинали    | Полуфинали    | Финали        | Финали        |
| Състезателка                                                            | Събитие       | Време      | Място      | Време         | Място         | Време         | Място         | Време         | Финално място |
| ----------------------------------------------------------------------- | ------------- | ---------- | ---------- | ------------- | ------------- | ------------- | ------------- | ------------- | ------------- |
| Марина Георгиева-Николова                                               | 500 м         | 45.916     | 2 Q        | 46.422        | 4             | не продължава | не продължава | не продължава | не продължава |
| Евгения Раданова                                                        | 500 м         | 45.195     | 2 Q        | 44.780        | 1 Q           | 44.686        | 1 QF          | 44.252        | 02            |
| Евгения Раданова                                                        | 1000 м        | 1:49.496   | 1 Q        | 1:36.727      | 2 Q           | 1:35.607      | 4 QB          | 1:34.702      | 5             |
| Анна Кръстева                                                           | 1000 м        | 1:39.195   | 3          | не продължава | не продължава | не продължава | не продължава | не продължава | не продължава |
| Евгения Раданова                                                        | 1500 м        | 2:32.821   | 1 Q        |               |               | 2:31.194      | 2 QF          | 2:31.723      | 03            |
| Марина Георгиева-Николова                                               | 1500 м        | 2:33.362   | 4          | не продължава | не продължава | не продължава | не продължава | не продължава | не продължава |
| Евгения Раданова Марина Георгиева-Николова Анна Кръстева Даниела Влаева | 3000 м щафета |            |            |               |               | 4:25.877      | 3 QB          | 4:20.703      | 6             |

## Ски скокове
| Състезател    | Събитие        | Квалификация | Квалификация | Квалификация | Скок 1        | Скок 1        | Скок 1        | Скок 2        | Скок 2        | Общо          | Общо          |
| Състезател    | Събитие        | Дистанция    | Точки        | Място        | Дистанция     | Точки         | Място         | Дистанция     | Точки         | Точки         | Място         |
| ------------- | -------------- | ------------ | ------------ | ------------ | ------------- | ------------- | ------------- | ------------- | ------------- | ------------- | ------------- |
| Георги Жарков | нормална шанца | 73.5         | 76.5         | 45           | не продължава | не продължава | не продължава | не продължава | не продължава | не продължава | не продължава |
| Георги Жарков | голяма шанца   | 101.0        | 75.3         | 39           | не продължава | не продължава | не продължава | не продължава | не продължава | не продължава | не продължава |